# Bolsa Centroamericana de Valores
La Bolsa Centroamericana de Valores es una organización privada que brinda las facilidades necesarias para que sus miembros introduzcan órdenes y realicen negociaciones de compra venta de valores. Fortalecen el mercado de capitales e impulsan el desarrollo económico y financiero. Canaliza el ahorro hacia la inversión, contribuyendo así al proceso de desarrollo económico.

## Historia
La bolsa Centroamericana de valores de Honduras inicia operaciones en el mes de septiembre de 1993.
La actividad bursátil en Honduras se inicia en el año 1990 con la creación de la Bolsa Hondureña de Valores con sede en la ciudad de San Pedro Sula, y la Bolsa Centroamericana de Valores con sede en Tegucigalpa en 1993. Paralelamente a la operación de estas bolsas se estableció un número importante de casas de bolsa, autorizadas para ejercer la intermediación bursátil como elementos complementarios para llevar a la práctica las actividades del mercado, en una sociedad con limitada experiencia en el funcionamiento, operación y supervisión de un mercado de valores.
En los primeros cinco años de operación de la Bolsa Centroamericana de Valores se logró impulsar un crecimiento importante en el volumen transado. Sin embargo, la mayoría de esta actividad consistió en transacciones de corto plazo con instrumentos de renta fija emitidos principalmente por el sector privado. Honduras fue azotada por el huracán Mitch en octubre de 1998, con efectos devastadores sobre la infraestructura y la economía en general del país. La recesión económica provocada por el huracán afectó tanto al Sistema Financiero Nacional como al incipiente Sistema Bursátil.
A raíz de esta crisis, la Bolsa Hondureña de Valores dejó de operar en el año 2004, quedando, por lo tanto, únicamente la Bolsa Centroamericana de Valores como institución autorizada para
operar como Bolsa de Valores. Igual situación se presentó a nivel de las casas de bolsa, cuyo número se fue reduciendo en forma sostenida en el tiempo, existiendo en la actualidad ocho Casas de Bolsa en el país.
Las experiencias registradas producto de la crisis pusieron en evidencia la urgencia de un marco legal más sólido, lo que se materializa con la Ley de Mercado de Valores aprobada mediante el Decreto No 8-2001, publicada en el Diario Oficial La Gaceta el 9 de junio de 2001, la que es complementada con la reglamentación y normativa correspondiente.

## Participantes en la operación de las bolsas
1.- Los intermediarios entre demanantes de capital y oferentes de capital: Son las casas de bolsa, las sociedades de corretaje y bolsa, las sociedades de valores y las agencias de valores y bolsa, también el vendedor de títulos.
1.- Los oferentes de capital: Son los ahorradores e inversionistas. Ofrecen capital a los demandantes de capital.
2.- Demandantes de capital: Son las empresas, los organismos públicos o privados, entre otros. 
Los oferentes de capital ayudan al crecimiento de los demandantes de capital (por ejemplo la empresa), beneficiando de una alza en las acciones. Son muy útiles para el apoyo de todas las empresas que requieren capital y también para el desarrollo de las empresas tecnológicas. 

## Mercados
Hay dos tipos de mercado, el mercado primario que coloca nuevas emisiones de títulos en el mercado y el mercado secundario que se encarga de ofrecer liquidez a los vendedores de títulos.

## Funciones de la BCV
- Su función principal es: "Desarrollar y promover un mercado de valores bajo los principios de seguridad, transparencia y confianza, observando las mejores prácticas bursátiles".

- Facilitar la negociación de títulos de valores.

- Generar mayor liquidez en el mercado.

## Casas de Bolsa
Casa de bolsa promotora bursátil, s.a. (probursa ) 
Fomento financiero, s.a. casa de bolsa
Casa de bolsa promociones e inversiones en bolsa, s.a. (probolsa)
Casa de bolsa de valores, s.a. (cabval)
Casa de Bolsa Atlántida

## Emisores

### I.- Emisores del sector financiero
1. Compañías Financieras: Financiera Credi Q, S.A. 

### II. Emisores del sector bancario
Los bancos:
- Banco Atlántida
- Banco del País
- Davivienda
- Banco Cuscatlán
- BAC Credomatic, S.A. (BAC/BAMER)
- Banco Ficohsa
- Banco Financiera Centroamericana S.A.( Banco FICENSA)

- Banco Centroamericano de Integración Económica (BCIE)
- Banco Popular Covelo, S.A.

### III.- Emisores del sector Gubernamental
- Empresa Nacional de Energía Eléctrica (ENEE)
- Banco Central de Honduras
- Gobierno de la República de Honduras

## Socios
- Sociedad Nacional de Inversiones, S.A. (SONISA),

Inversiones Continental, S.A.
Promotora Bursátil, S.A.
Grupo FRAMARO, S.A.
Acciones y Valores, S.A. (ACCIVAL)
Comercio y Servicios, S.A.
BAC Capital Markets Inc.
INTEREMPRESAS, S.A.
Mercantil de Valores, S.A. (MERVALORES), 
Laboratorios Finlay, S.A.
Valores Bursátiles Corporativos, S.A. (VBC),
Corporación Financiera Internacional, S.A. (COFINTER)
Valores de Honduras, S.A.
Inversiones Patria, S.A.
Banco Hondureño del Café, S.A. (BANHCAFE)
Anna G. Smith Rivera y Jacqueline M.C. Boulangeat Smith
Citivalores de Honduras, S.A.
Inversiones Clasificadas, S.A. (INCLASA),
Grupo ALCON, S.A.
Sociedad General de Inversiones, S.A. (SOGERIN) 

## Consejo de Administración
Su presidente es José Rubén Mendoza y su vicepresidente es Manuel Venancio Bueso.

## Funcionarios
El gerente general es Carlos Nicolás Mejía Ochoa.

## Ubicación
Quinto nivel del edificio Torre Alianza II, de la colonia Lomas del Guijarro Sur de Tegucigalpa.

## Énlaces
Sitio web de la Bolsa Hondureña de Valores
Sitio web de la Bolsa de Valores Nacional de Guatemala
Otros sitios de interés
Bolsa Mexicana de Valores
http://es.wikipedia.org/wiki/Bolsa_de_Valores_de_S%C3%A3o_Paulo
- Datos: Q5731643